# Grésy-sur-Aix
Grésy-sur-Aix is een gemeente in het Franse departement Savoie (regio Auvergne-Rhône-Alpes). De plaats maakt deel uit van het arrondissement Chambéry. In de gemeente ligt spoorwegstation Grésy-sur-Aix. Grésy-sur-Aix telde op 1 januari 2022 4.633 inwoners.

## Geografie
De oppervlakte van Grésy-sur-Aix bedroeg op 1 januari 2022 12,73 vierkante kilometer; de bevolkingsdichtheid was toen 363,9 inwoners per km².

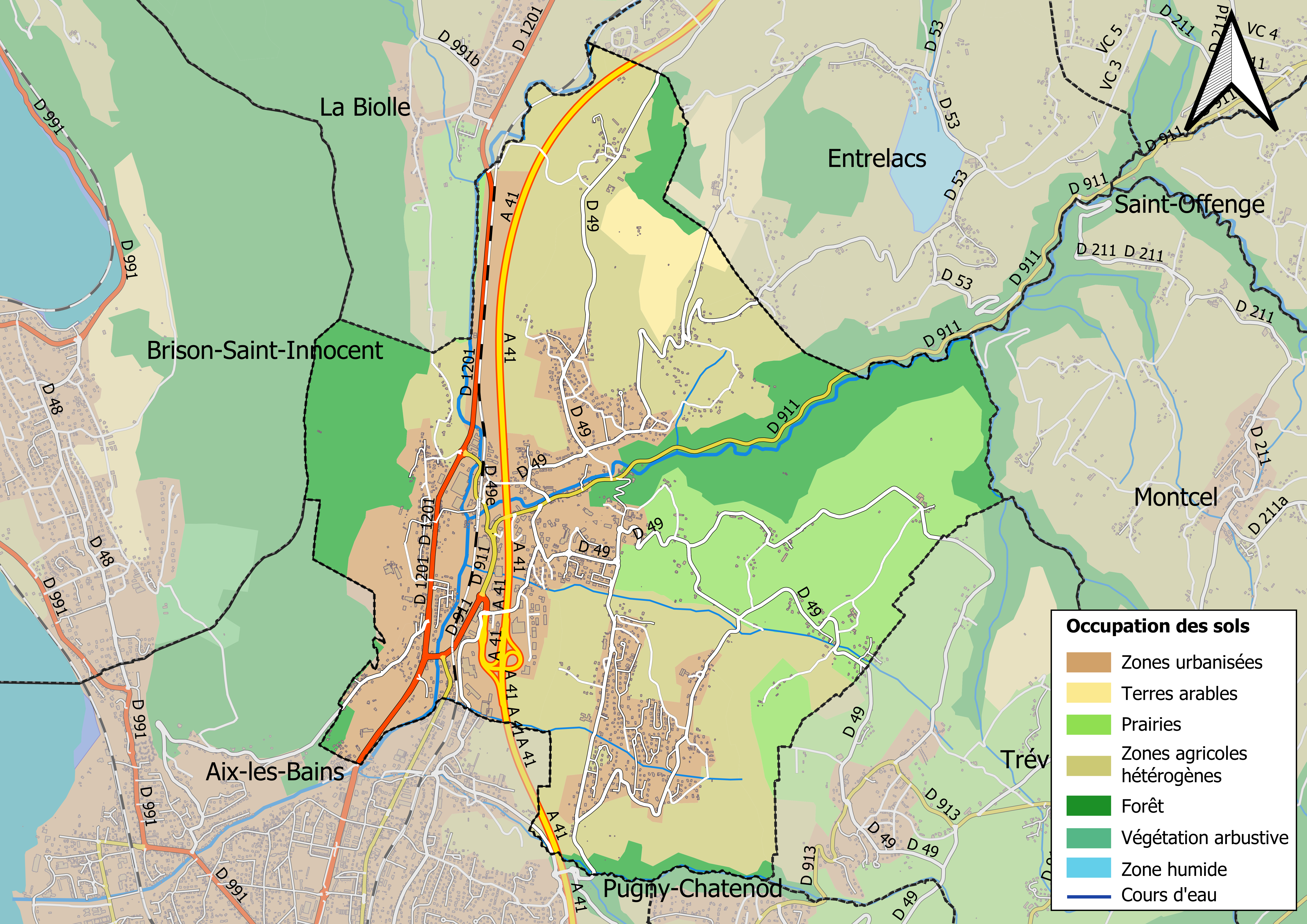
Kaart van de gemeente met de belangrijkste infrastructuur, bodemgebruik en omliggende gemeenten

## Demografie
Onderstaande figuur toont het verloop van het inwonertal (bron: INSEE-tellingen).